# I love the night
I love the night is een single van Chris de Burgh. Het is afkomstig van zijn album Man on the line.
De track komt als The ecstasy of flight (I love the night) voor op het album en kreeg voor de singleversie dus een andere titel. De Burgh beschrijft het uitgaansleven (even iemand anders zijn dan in het normale leven). Moonlight and vodka, de B-kant verscheen even later op een Nederlandse single.
Het werd een matig hitje voor De Burgh. In Duitsland, Ierland, het Verenigd Koninkrijk en Zwitserland haalde het de hitparades, maar nergens de top20.